# Karoline Knotten
Karoline Offigstad Knotten (ur. 6 stycznia 1995 w Tromsø) – norweska biathlonistka, medalistka mistrzostw świata.

## Kariera
Pierwszy raz na arenie międzynarodowej pojawiła się 15 listopada 2014 roku w Sjusjøen, gdzie w sprincie zajęła 37. miejsce. Nigdy nie startowała na mistrzostwach świata juniorów.
W zawodach Pucharu Świata zadebiutowała 8 grudnia 2018 roku w Pokljuce, gdzie zajęła 75. miejsce w sprincie. Pierwsze pucharowe punkty zdobyła 12 stycznia 2019 roku w Oberhofie, zajmując 28. miejsce w biegu pościgowym. Pierwszy raz na podium zawodów pucharowych stanęła 29 listopada 2020 roku w Kontiolahti, kończąc rywalizację w sprincie na trzeciej pozycji. Wyprzedziły ją tam tylko Hanna Öberg ze Szwecji i kolejna Norweżka Marte Olsbu Røiseland.
W 2020 roku wzięła udział w mistrzostwach świata w Anterselvie, gdzie w swoim jedynym starcie zajęła 75. miejsce w sprincie.

## Osiągnięcia

### Zimowe igrzyska olimpijskie
| Rok  | Miejscowość | Konkurencje | Konkurencje | Konkurencje | Konkurencje | Konkurencje | Konkurencje | Konkurencje |
| Rok  | Miejscowość | IN          | SP          | PU          | MS          | RL          | MR          | SR          |
| ---- | ----------- | ----------- | ----------- | ----------- | ----------- | ----------- | ----------- | ----------- |
| 2022 | Pekin       | –           | –           | –           | –           | 4.          | –           | nd.         |

### Mistrzostwa świata
| Rok  | Miejscowość | Konkurencje | Konkurencje | Konkurencje | Konkurencje | Konkurencje | Konkurencje | Konkurencje |
| Rok  | Miejscowość | IN          | SP          | PU          | MS          | RL          | MR          | SR          |
| ---- | ----------- | ----------- | ----------- | ----------- | ----------- | ----------- | ----------- | ----------- |
| 2020 | Anterselva  | –           | 75.         | –           | –           | –           | –           | –           |
| 2021 | Pokljuka    | –           | 41.         | 42.         | –           | –           | –           | –           |
| 2023 | Oberhof     | 21.         | 37.         | 17.         | 6.          | 6.          | –           | –           |
| 2024 | Nové Město  | –           | 33.         | DNS         | 19.         | 10.         | 2.          | –           |
| 2025 | Lenzerheide | –           | 44.         | 51.         | –           | 2.          | –           | –           |

### Mistrzostwa Europy
| Rok  | Miejscowość | Konkurencje | Konkurencje | Konkurencje | Konkurencje | Konkurencje | Konkurencje | Konkurencje |
| Rok  | Miejscowość | IN          | SP          | PU          | MS          | RL          | MR          | SR          |
| ---- | ----------- | ----------- | ----------- | ----------- | ----------- | ----------- | ----------- | ----------- |
| 2018 | Ridnaun     | 16.         | 37.         | 19.         | nd.         | nd.         | –           | –           |
| 2019 | Mińsk       | 31.         | 5.          | 5.          | nd.         | nd.         | 5.          | –           |

### Puchar Świata

#### Miejsca w klasyfikacji generalnej
| Sezon     | Miejsce |
| --------- | ------- |
| 2018/2019 | 87.     |
| 2019/2020 | 43.     |
| 2020/2021 | 21.     |
| 2021/2022 | 29.     |
| 2022/2023 | 18.     |
| 2023/2024 | 9.      |
| 2024/2025 | 14.     |

#### Miejsca na podium chronologicznie
| Lp. | Dzień        | Rok  | Miejscowość | Konkurencja      | Lokata | Pudła | Czas biegu | Strata | Zwycięzca              |
| --- | ------------ | ---- | ----------- | ---------------- | ------ | ----- | ---------- | ------ | ---------------------- |
| 1.  | 29 listopada | 2020 | Kontiolahti | Sprint na 7,5 km | 3.     | 0+0   | 21:01,4    | + 37,8 | Hanna Öberg            |
| 2.  | 11 marca     | 2022 | Otepää      | Sprint na 7,5 km | 3.     | 0+0   | 20:58,6    | + 12,8 | Julia Simon            |
| 3.  | 2 grudnia    | 2023 | Östersund   | Sprint na 7,5 km | 2.     | 1+0   | 21:04,1    | +8,5   | Lou Jeanmonnot-Laurent |
| 4.  | 13 grudnia   | 2024 | Hochfilzen  | Sprint na 7,5 km | 3.     | 0+0   | 21:06,0    | +10,1  | Franziska Preuß        |